# フチリエーレ (駆逐艦)
フチリエーレ（Fuciliere、「小銃手」の意）はイタリア王立海軍の駆逐艦。

## 技術的特徴

### 推進機関
非常に強力なエンジンは、3基のヤーロー式ボイラーからそれぞれが一軸のプロペラシャフトを駆動する2基のパーソンズ製ギアードタービンに蒸気が供給され、49,000馬力を発揮して39ノット近い最高速を得たが、航続距離は長くなかった。

### 武装
主砲としては、1930年代からイタリア王立海軍の全ての級の駆逐艦と同じく4門のアンサルド製120mm50口径砲を、2基の2連砲塔に備えていた。
対空兵装としては8門の1935年式20mm65口径砲を2連装4基備え、さらに船体中央の甲板上には120mm15口径照明弾発射砲を搭載していた。
対潜兵装としては3連装2基6門の533ｍｍ魚雷発射管と、2基の爆雷投射機を備えていた。

## 艦歴

### 第二次世界大戦中
第二次世界大戦の初期には、同型艦のベルサリエーレ、グラナティエーレおよびアルピーノとともに第13駆逐艦部隊を構成していた。
1940年7月7日12時35分に、部隊の僚艦および第7巡洋分艦隊（エウジェニオ・ディ・サヴォイア、エマヌエレ・フィリベルト・デュカ・ダオスタ、ムツィオ・アッテンドーロおよびライモンド・モンテクッコリ）とともにパレルモから出航し、第二艦隊の他艦（重巡洋艦ポーラ、総計7隻の第1、第2および第3巡洋分艦隊および第9、第10、第11および第12駆逐艦部隊）と合流し、リビアへの護送船団の支援部隊としての任務後に第1艦隊と合流して7月9日にカラブリア沖海戦に参戦したが、第7分艦隊（および第13駆逐艦部隊）が他のイタリア艦隊との合流に遅延したため、すでに戦闘は終結に向かっており、ごく限られた行動しかとれなかった。
戦艦ドゥイリオ、コンテ・ディ・カブールおよびリットリオが深刻な被害を受けた1940年11月11日から12日にかけてのタラント空襲のあと、第10および第13駆逐艦部隊はイギリス軍の攻撃を免れたドーリア、ヴィットリオ・ヴェネト、ジュリオ・チェザーレを護衛してナポリに向かった。
11月27日の正午ごろに戦艦チェザーレ、ヴィットリオ・ヴェネト、第13駆逐艦隊の僚艦および第12駆逐艦隊（フレッチア、ダルド、サエッタ）とともにナポリを出航し、決着がつかなかったスパルティヴェント岬沖海戦に参加した。
1941年2月8日、ジェノバに対して攻撃を行うイギリス軍の編隊を迎え撃つため、第13駆逐艦部隊、第10駆逐艦部隊の他の艦（マエストラーレ、グレカーレ、リベッチオ、シロッコ）、戦艦ヴィットリオ・ヴェネト、チェザーレ、ドーリアとともにラ・スペツィアを出港し、翌日、イタリア艦隊は、駆逐艦カラビニエーレとコラッツィエーレとともにメッシーナを出発した第3巡洋分艦隊（重巡洋艦トレント、ポーラ、ボルツァーノ）に合流したが、攻撃を防ぐことも、イギリス艦を発見することもできなかった。
3月27日の朝、第13駆逐艦部隊の僚艦とともに、第10駆逐艦部隊（マエストラーレ、グレーケール、リベッチオ、シロッコ）に代わって戦艦ヴィットリオ・ヴェネトを護衛につき、他のいくつかの部隊 - 第1巡洋艦分隊（ザラ、ポーラ、フィウメ）、第3巡洋艦分隊（トレント、トリエステ、ボルツァーノ）、第8巡洋艦分隊（ガリバルディ、ドゥーカ・デッリ・アブルッツィ）、第9駆逐艦部隊（アルフィエーリ、オリアーニ、ヴィンチェンツォ・ジョベルティ、ジョズエ・カルドゥッチ）、第16駆逐艦部隊（ダ・レッコ、パッサーニョ）、第12駆逐艦部隊（コラツィエーレ、カラビニエーレ、アスカリ）- ともに「ガウド」作戦に参加することになっていたが、マタパン岬沖海戦では第1巡洋艦分隊全艦と駆逐艦アルフィエーリおよびカルドゥッチを失うという悲惨な結果に終わった。この戦闘では、第13駆逐艦部隊の艦船が雷撃機による攻撃で損傷したヴィットリオ・ヴェネトを護衛し、自らの対空砲火で防御した。
5月11日、軽巡洋艦バンデ・ネレ、カルドナ、ドゥーカ・デッリ・アブルッツィ、ガリバルディおよび駆逐艦ベルサリエーリ、フチリエーレ、シロッコ、マエストラーレ、ダ・レッコ、パンカルド、ペッサーニョ、ウゾディマーレらとともに、ナポリから出航した駆逐艦ダルド、アヴィエーレ、ジェニエーレ、グレカーレおよびカミチア・ネーラが直接護衛する商船プロイセン、ヴァハトフェルス、エルネスト、テンビエン、ジュリアよびコル・ディ・ラーナからなる船団の間接護衛部隊の一部となり、船団は14日にトリポリに到着した。
6月3日、グラナティエーレ、アルピーノ、ベルサリエーレおよび軽巡洋艦ドゥーカ・デッリ・アブルッツィ、ガリバルディとともにアキタニア船団（駆逐艦ダルド、アヴィエーレ、ジェニエーレ、カミチア・ネーラおよび水雷艇ミッソーリに護衛されてナポリからトリポリを目指す商船アキタニア、カッファロ、ニルヴォ、モンテッロ、ベアトリーチェ・コスタおよび油槽船ポツァリカ）の間接護衛の一部としてしてパレルモを出航し、6月4日にケルケナ諸島の沖合約30kmで航空攻撃を受けてモンテッロが被弾して誰も脱出できないうちに爆発し、ドラム缶に入れたガソリンを積載していたベアトリーチェ・コスタも被弾して火災が発生し、カミチア・ネーラが救助しようとしたが間に合わなかったため、カミチア・ネーラによって沈没させられた。
7月14日には、駆逐艦マロチェッロ、フチリエーレおよび水雷艇オルザ、プロシオーネ、ペガーゾとともに、貨物船リアルト、アンドレア・グリッティ、セバスティアーノ・ヴェニエール、バルバリーゴ、アンカラをトリポリからナポリへと護送したが、北緯36度27分、東経11度54分の海域で英潜水艦P33がバルバリーゴを魚雷で沈めたのちに護衛艦の反撃で深刻な被害を与え、残りの輸送船団は16日にナポリに到着した。
7月21日に、駆逐艦フォルゴーレ、エウロ、サエッタ、フルミネに護衛される蒸気船マッダレーナ・オデロ、ニコロ・オデロ、カッファロ、プロイセンからなる船団の護衛に加わり、その後パレルモおよびトリポリから出航した油槽船ブラレナおよび水雷艇パラーデが合流してトリポリに向かったが、船団は22日に380飛行隊のソードフィッシュ雷撃機に攻撃されプロイセンとブラレナが沈められた。
1941年9月24日、ベルサリエーレ、フチリエーレおよび第13駆逐艦部隊に追加されたジョベルティとともにナポリを出航し、リットリオおよび第14駆逐艦部隊（フォルゴーレ、ダ・レッコ、ペッサーニョ）と合流してイギリスの護衛船団の邀撃を試みたが成功しなかった。
10月8日22時20分、リビアへ向かう油槽船プロセルピーナおよび貨物船ジュリア、バインジッツァ、ニルヴォ、ゼーナ、カサレジスからなるジュリア船団を、グラナティエーレ、アルピーノおよびベルサリエーレとともに護衛するためにナポリを出航したが（その後、トラパーニから出航した旧式の水雷艇カスチーノが合流した）、故障に見舞われたバインジッツァとニルヴォはトラパーニで修理する必要があり、10月12日22時25分にイギリス軍830飛行隊の雷撃機が船団を攻撃してゼーナとカサレジスが沈められた（それぞれ北緯34度52分、東経12度22分と北緯34度10分、東経12度38分）：ジュリア船団はウルトラ組織によって行われた暗号解読の犠牲になった最初の船団だった。
1941年11月8日の朝、フチリエーレは駆逐艦マエストラーレ、グレカーレ、リベッチオ、フルミーネ、エウロおよびアルフレード・オリアーニに護衛されてトリポリに向かう貨物船デュースブルク、サンマルコ、サジッタ、マリア、リナ・コラード、コンテ・ディ・ムスラタ、ミナティトランからなる「デュースブルク」船団（合計34,473トンの補給物資、車両389両、兵員243名）を間接護衛するために第3分艦隊（トレントおよびトリエステ）および駆逐艦ベルサリエーレ、グラナティエーレ、アルピーノとともにメッシーナを出航した。翌日の夜、この船団はイギリスのK部隊（軽巡洋艦オーロラ、ペネロピ、駆逐艦ランス、ライブリー）の攻撃を受けて破壊され、すべての貨物船とフルミーネが沈没、グレカーレは重大な損傷を負った。戦闘終了後、フチリエーレはマエストラーレ、オリアーニ、エウロ、ベルサリエーレおよびアルピーノと生存者の救出にあたり、合計で704名を救出した。
1941年11月21日、リビアへの2つの船団を間接護衛するために軽巡洋艦ガリバルディ、任務中に雷撃機の攻撃で深刻な損傷を追うことになるおよびデューカ・デッリ・アブルッツィおよび駆逐艦ヴィヴァルディ、ダ・ノーリ、グラナティエーレ、アルピーノ、コラッツィエーレ、カラビニエーレ、水雷艇ペルセオと共にメッシーナから出航した。
12月16日、リビアへの輸送作戦M42（駆逐艦サエッタ、ダ・レッコ、ヴィヴァルディ、ダ・ノーリ、マロチェッロ、ペッサーニョ、ゼーノに護衛された商船モンジネヴロ、ナポリ、アンカラ、ヴェットール・ピサニからなるターラントを出航し、アンカラとサエッタがベンガジを目指し、残りがトリポリを目指した2つの船団）の支援戦力として戦艦アンドレア・ドーリア、ジュリオ・チェザーレ、リットリオ、重巡洋艦トレント、ゴリツィアおよび駆逐艦グラナティエーレ、マエストラーレ、アルピーノ、ベルサリエーレ、コラツィエーレ、カラビニエーレ、オリアーニ、ジョベルティ、ウゾディマーレとともに出航し、船団は18日に無傷で目的地に到着したが、支援部隊は第1次シルテ湾海戦と呼ばれることになるイギリス軍艦隊との決着のつかない戦闘に参加したが、アルピーノは特に戦功をあげることはなかった。
1942年1月3日の10時15分に、M43作戦（合計で商船6隻、駆逐艦6隻および水雷艇5隻からなるリビアへの3つの船団）の一環として近代的な内燃機船ニノ・ビクシオ、レリチおよびモンジネヴロをトリポリまで護衛するために駆逐艦ベルサリエーレ、ヴィヴァルディ、ダ・レッコおよびウソディマーレとともにメッシーナを出航し、全ての商船は1月5日に目的地に到着した。
1月22日、巡洋艦アッテンドーロ、デューカ・デッリ・アブルッツィ、モンテクックリおよび駆逐艦アルピーノ、カラビニエーレ、ベルサリエーレとともにT.18作戦（駆逐艦ヴィヴァルディ、マルチェッロ、ダ・ノーリ、アヴィエーレ、ジェニエーレ、カミチア・ネーラおよび水雷艇オルサ、カストーレに護衛され、15,000トンの物資、戦車97両、車両271両、人員1,467名を積載したトーラントから出航した兵員輸送船ヴィクトーリアとメッシーナから出航した貨物船ラヴェッロ、モンヴィーゾ、モンジネヴロ、ヴェットール・ピサニで編成された船団）の近接支援戦力の一部となり、船団は24日にトリポリに到着したが、ヴィクトリアは雷撃機2機の攻撃で沈没した。
1942年3月22日午前1時、残りの第13駆逐艦部隊（アルピーノ、ベルサリエーレおよび一時的に編入されていた駆逐艦ランチェーレ）、巡洋艦トレント、ゴリツィア、バンデ・ネーレとともにメッシーナを出航した。その後、他のイタリア艦隊と合流して第2次シルテ湾海戦に参加したが、フチリエーレは大きな役割を果たさなかった。
フチリエーレは6月中旬（1942年6月12日-16日）と8月中旬（8月11日-13日）の大規模な海空戦闘に参加した。
1942年中に照明弾発射砲を撤去し、4挺の20mm機関銃と探信儀を搭載する作業が行われた。
1943年に、艦尾の魚雷発射管コンプレックスが撤去されて2門のブレダ54口径37mm機関砲とEC3/ter グーフォレーダーが設置された。

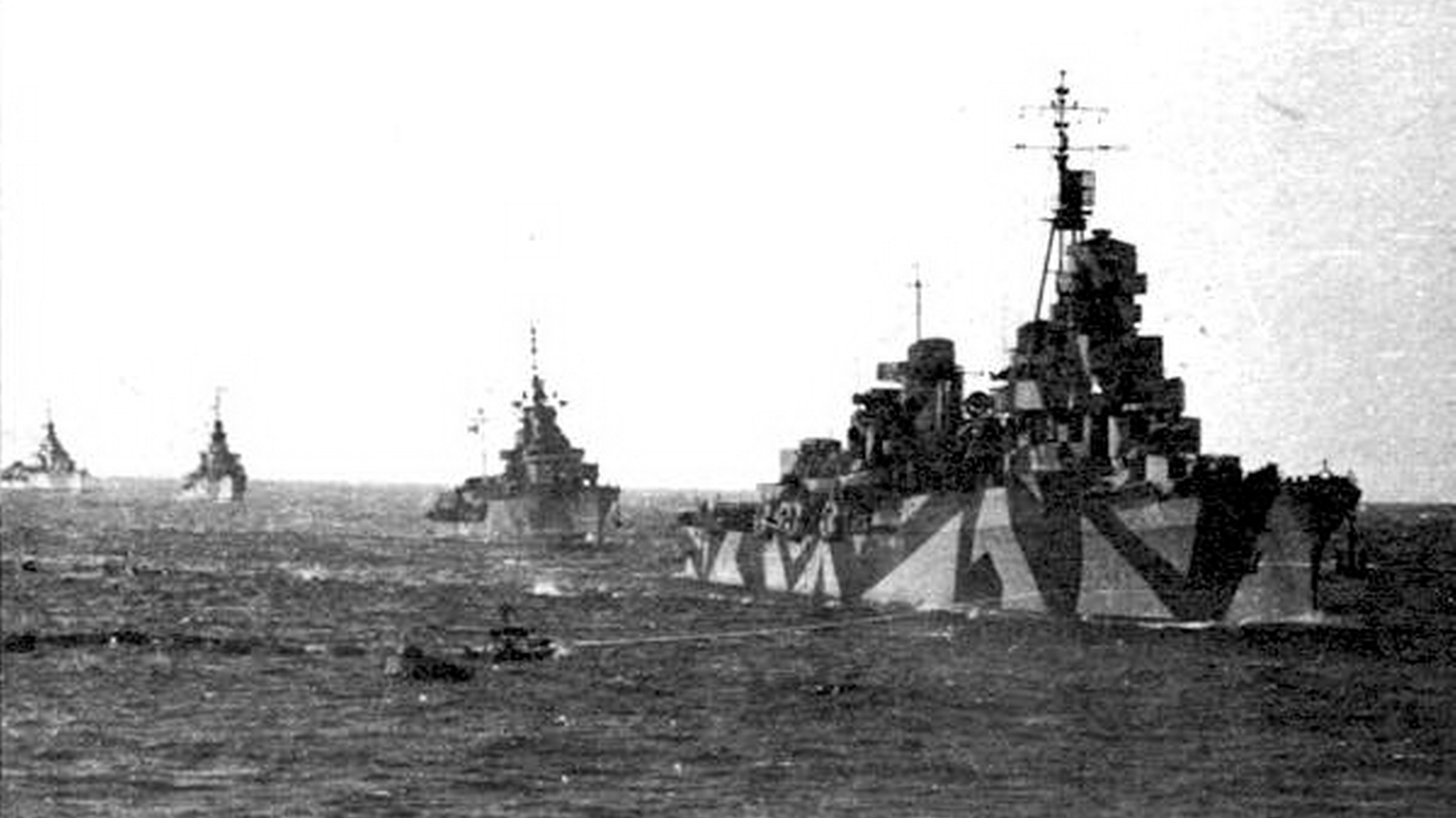
1945年1月23日、ターラントへ帰還したレゴロ、ミトラリエーレ、フチリエーレ（右から3番目）およびカラビニエーレ

休戦協定が宣言されると、マルタで連合国に降伏するため、残りの海軍戦隊（戦艦イタリア、ヴィットリオ・ヴェネト、ローマ、軽巡洋艦ガリバルディ、アッティリオ・レゴロ、ドゥーカ・デッリ・アブルッツィ、エウジェニオ・ディ・サヴォイア、デュカ・ダオスタ、モンテクッコリ、駆逐艦アルティリエーレ、ミトラリエーレ、レジオナリオ、カラビニエーレ、ヴェリーテ、グラカーレ、アルフレード・オリアーニ）とともにラ・スペツィアから出港した。しかし、9月9日15時15分、この編隊はドイツのドルニエDo217爆撃機の攻撃を受けた：まず戦艦イタリアが（船体近くに投下された爆弾で）わずかに損傷し、次に15時42分に戦艦ローマはロケット弾を受け、甲板をすべて貫通した後、キールの下で爆発し、船体の穴、対空砲の損傷、機関室の機能停止（速度が16ノットに低下）などの深刻な被害を受けた。10分後、同艦は弾薬庫で2度目の爆弾を被弾した： その10分後、同艦は弾薬庫で2発目の爆弾を受け、大爆発で壊滅的な被害を受け、ローマは転覆し、19分で2つに割れて沈没し、1393人の兵士を失った。16時07分にフチリエールが所属する第12駆逐艦部隊（ウグチオーネ・スクロッファ中佐が指揮）は、ミトラリエーレおよびカラビニエーレとともに沈没船の救助に向かった；3隻の駆逐艦は合計503人を救助し（さらに119人を軽巡洋艦アッティリオ・レゴロと水雷艇オルサ、ペガソおよびインペトゥオーソが救助）、ミトラリエーレと他の部隊は大破したローマの乗員を乗せてバレアレス諸島のマオン港に向かい、午前8時30分に到着した。
1943年9月10日にミトラリエーレ、フチリエーレ、カラビニエーレおよびレゴロはマオン港に抑留され、イタリアに戻れるようになる1945年1月15日まで留め置かれた（ペガソとインペトゥオーソが沈没させられたものの、オルサも同様な運命をたどった）。アルジェに停泊後、1月21日にターラントに到着した。

### 艦長
- フランチェスコ・ルイジ・パドレッチア中佐（1899年11月6日、マッサ＝カッラーラ出身、1939年1月10日-1940年2月）
- アルフレード・ヴィリエリ中佐（1900年7月2日、サルツァナ出身、1940年7月-1941年6月）
- ジュリオ・チェッリーナ・フェローニ中佐（1900年3月11日、フィレンツェ出身、1941年7月-1942年2月）
- ウンベルト・デル・グランデ中佐（1900年3月12日、フライブルク出身、1942年2月-10月）
- ウグッチオーネ・スクロッファ中佐（1899年6月20日、フェラーラ出身、1943年6月10日-1944年6月）

### ソビエト連邦への譲渡
第二次世界大戦後、平和条約では戦後補償としてフチリエーレはソビエト連邦に譲渡されることになっていた。

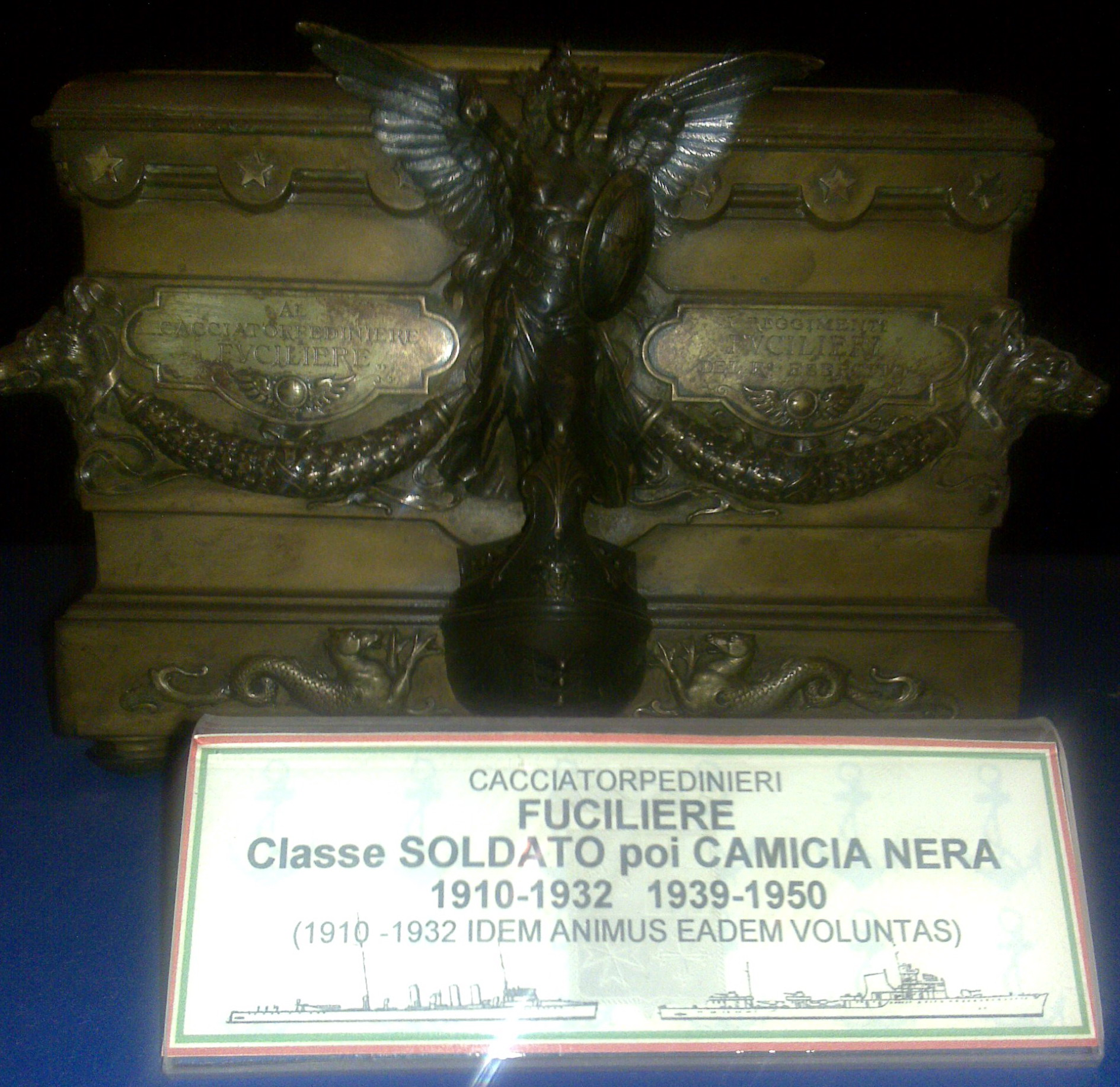
旗の神殿にあるフチリエーレの戦旗のボネット

この艦と、ソ連に送られる他のほとんどのすべての船の引き渡しはオデッサ港で行われることになっていた。この移送は、ソ連代表の管理下にあるイタリアの民間人乗組員と商船旗を掲げて行われ、引渡しが予定されていた港に到着するまでイタリア政府当局が船舶を管理することになっていた。破壊工作の可能性を防ぐため、最初の2つのグループの船は、弾薬を搭載せずに目的地の港まで運ばれ、その後、通常の貨物船で目的地まで輸送されることになった。
「Z 20」と名付けられた駆逐艦は、商船乗組員によってオデッサに到着し、1950年1月10日（あるいは31日）にソ連海軍に編入された。
元のフチリエーレは、最初はナストイチヴィー、次にビドヴィーと改名され、引き渡し後に最終的にリョーフキー（ロシア語: Легкий）と改名された。
ソ連海軍では黒海艦隊に所属し、コスタンティン・スタリシン中佐が指揮した。
1954年12月30日、本艦は武装を解除され、標的艦「CL 57」とされた。
1958年3月には静態訓練艦として使用され、第78訓練旅団に配属された後、1960年1月21日に除籍され、その後、解体された。
フチリエーレの軍旗ボンネットはローマのヴィットリアーノ旗の神殿に保管されており、1909年に進水した同名の前駆駆逐艦の軍旗が保管されていたボンネットと同じである。